# Alma pirata
Alma pirata es una telenovela argentina juvenil creada por la productora Cris Morena, emitida por Telefe en el año 2006. Protagonizada por Mariano Martínez, Luisana Lopilato, Nicolás Vázquez, Benjamín Rojas, Elsa Pinilla, Fabián Mazzei e Isabel Macedo, con las participaciones antagónicas de Nacho Gadano, Jorge Nolasco y Peto Menahem. Contó con la actuación estelar de la primera actriz Julia Calvo.
Se estrenó el 20 de marzo de 2006 y finalizó el 16 de noviembre de 2006. La telenovela fue filmada en la pequeña localidad de Zelaya perteneciente al Partido del Pilar, en la Provincia de Buenos Aires. La misma contaba en su reparto con dos actores españoles que además ya habían trabajado juntos en Al salir de clase, Elsa Pinilla Osuna (excantante de Tess) y Bernabé Fernández.

## Sinopsis y otras etapas

### Primera etapa
El destino reúne luego de muchos años a Benicio De Marco (Mariano Martínez), Cruz Navarro (Benjamín Rojas) e Iván Ferrer (Fabián Mazzei). Siguiendo el legado de sus padres fallecidos, forman la “Liga de las Espadas”, una organización secreta que ayuda a resolver los casos de injusticia que ocurren en la sociedad. Mientras tanto deben buscar a Alma, algo que aún se desconoce pero que deberán protegerla ya que de caer en malas manos la humanidad estaría en peligro. Así, colaborando con la gente no deberán descuidar sus problemas personales. Del otro lado estará Gino Riganti (Nacho Gadano), amigo de los padres de los chicos que parecerá ayudarlos pero en realidad tiene otras intenciones. Marilin (Elsa Pinilla), su esposa, descubre que Gino es un tipo peligroso y trata de escaparse con Cruz aunque no lo consigue. Benicio confiesa estar enamorado de Allegra (Luisana Lopilato) ella también, aunque su padre no permitirá que ellos estén juntos, pero ellos igualmente se besan a escondidas. Más adelante; Pablo, mano derecha de Gino, es echado por su jefe. Mientras; Allegra descubre que su padre es un asesino y que ella es la cuarta espada. Candelaria Navarro (Agostina Cordova), la hermana menor de Cruz se enamora perdidamente de Iván. Pero el la rechaza por Laura (su exnovia que quiso reconquistar) y por miedo de Cruz, su mejor amigo. Marilin intenta nuevamente escaparse con Cruz, pero Gino lo atrapa y unos guardias de éste la encuentran y le impiden su escape. Benicio descubre que Cruz está en peligro y lucha contra Gino para salvar a Cruz. En otro momento; Iván ayuda a una mujer para que nazca su bebé, Francisco (Gerardo Chendo) cuidara ya que ella no se lo puede quedar. Mientras, Gino derrota a Benicio apuñalándolo por la espalda y lo tira del techo; Cruz trata de pedir ayuda y vienen Allegra e Iván para socorrerlo pero Benicio termina muriendo asesinado en manos de Gino.

### Segunda etapa
Han pasado ya cuatro meses del asesinato de Benicio y la "Liga de las Espadas" (integrada por Allegra, Cruz e Iván) ha continuado con su propósito de justicia pero comienza a debilitarse. En esta situación, la entrenadora de la liga Natasha (María Roji) le manda una carta a Andrés De Marco (Nicolás Vázquez), primo de Benicio; escrita la carta por su padre muerto y viaja a Buenos Aires. Al comienzo no quiere saber nada con Alma pero al ver que su primo murió buscando esa esmeralda, cambia de opinión. Se enamora de Allegra. La hija de Gino, al enterarse de que éste mató a Benicio no le vuelve a hablar. Al principio piensa que Andrés es un estúpido, pero después se termina enamorando de él. Se siente culpable porque se está enamorando del primo de Benicio; después descubre que Alma es su hija. Iván se enamoró de Candelaria y Cruz no quiere que estén juntos pero ellos siguen haciendo una pareja en secreto. La relación entre Iván y Candelaria es la razón que Iván y Cruz se peleen tanto. Del otro lado se encuentra la "Anti-liga": El Curato de la Cruz (integrada por Gino Riganti, Gerónimo y René), que busca poder controlar todo y que continúa fortaleciéndose, aunque no saben quién es el maestro; luego se descubre que es Pablo (Peto Menahem). Aunque a Gino no le agrada nada que sea el maestro. Más adelante; Gino es asesinado por Pablo. De esta manera, la búsqueda de Alma se vuelve cada vez más intensa desatando una guerra entre el bien y el mal. En la cual, Pablo (el maestro) termina muriéndose al tocar a Alma (hija de Allegra y Andrés) y todos viven felices.

## Elenco y personajes

### Elenco Protagónico
| Actor/actriz      | personaje                                     |
| ----------------- | --------------------------------------------- |
| Benjamin Rojas    | Cruz Navarro.                                 |
| Fabián Mazzei     | Iván Ferrer.                                  |
| Luisana Lopilato  | Allegra Riganti.                              |
| Mariano Martínez  | Benicio De Marco.                             |
| Nicolás Vázquez   | Andrés De Marco.                              |
| Julia Calvo       | Carlota "Charly" Troglio.                     |
| Elsa Pinilla      | María Lidia "Marilin" Castellano.             |
| Isabel Macedo     | Clara Troglio/Riganti.                        |
| Nacho Gadano      | Gino Riganti (Villano).                       |
| Gerardo Chendo    | Francisco 'Pancho' Monterrey.                 |
| María Roji        | Natasha.                                      |
| Agustina Cordova  | Candelaria Pagliero.                          |
| Bernabe Fernández | Iñaki Castellano.                             |
| Peto Menahem      | Pablo Rique "El Maestro" (Villano principal). |

### Elenco de Reparto
- Jorge Nolasco como Omar José Gerónimo (Villano).
- Aurelio Sandano como René (Villano).
- Gimena Accardi como Bernardita De Marco.
- Eugenia Lencinas como Lola (Villana).
- Javier Heit como Pedro.
- Daniel Lemes como El Científico.
- Oscar Núñez como José Antonio 'Pepe' Ferrer.
- Lidia Catalano como María Luisa.
- Mauro Panarisi como Adriano Líbero Benvenuto / Willow.
- Daniela Viaggiamari como Ana Caride (Madre de Allegra).
- Daniel Campomenosi como León De Marco (Padre de Benicio).
- Alejandro Gancé como Adolfo Navarro (Padre de Cruz).
- Marcelo Canan como Alejandro Ferrer (Padre de Iván).
- Sandra Ballesteros como Juana (Madre de Cruz).
- Mario Moscoso como El gerente.
- Vanesa González como Sofía.
- Jorge Varas como Carrizo.
- Agustín Sierra como Agustín.
- Marcela Ferradás como Amparo.
- Violeta Naón como Laura Celaya.
- Horacio Minujen como Alberto.
- Germán Barceló como Federico Amuchastegui (Villano).

### Participaciones especiales
| Personaje                | Intérprete         | Período en capítulos | Cantid. de capítulos |
| ------------------------ | ------------------ | -------------------- | -------------------- |
| Bonifacio Pedro (pastor) | Roberto Antier     | 19 - 22              | 4 capítulos          |
| Paloma Cortés            | Manuela Pal        | 36 - 37              | 2 capítulos          |
| Arturo Luro              | Fabián Arenillas   | 38 - 41              | 4 capítulos          |
| Amparo                   | Marcela Ferradás   | 41 - 47              | 7 capítulos          |
| Mirian                   | Ximena Capristo    | 45 - 47              | 3 capítulos          |
| Meena                    | Natalia Fava       | 45 - 47              | 3 capítulos          |
| Serafina                 | Pochi Ducasse      | 46 - 49              | 5 capítulos          |
| 'Reno' (†)               | Gabo Correa        | 51 - 53              | 3 capítulos          |
| Carrizo                  | Jorge Varas        | 51 - 63              | 5 capítulos          |
| Sofía                    | Vanesa González    | 70 - 72              | 3 capítulos          |
| Manuel                   | Diego Vicos        | 60 - 70              | 4 capítulos          |
| Mónica                   | Silvina Acosta     | 60 - 62              | 3 capítulos          |
| Rogelio                  | Aldo Pastur        | 61 - 62              | 2 capítulos          |
| ¿?                       | Florencia Tesouro  | 63                   | 1 capítulo           |
| Gladys Montoya           | Chela Cardalda     | 64 - 65              | 2 capítulos          |
| Esteban Locatti          | Xavier de la Torre | 60 - 67              | 8 capítulos          |
| Juan José Perales        | Gustavo Bonfigli   | 72 - 74              | 3 capítulos          |
| Gerardo Petronelli       | Enrique Otranto    | 72 - 74              | 3 capítulos          |

### Participaciones menores
| Personaje                 | Intérprete        | Período en capítulos | Cantid. de capítulos |
| ------------------------- | ----------------- | -------------------- | -------------------- |
| Peralta (†)               | Hernán Jiménez    | 1 - 4                | 4 capítulos          |
| Roque (joyero)            | ¿?                | 2 - 6                | 2 capítulos          |
| ¿? (monje)                | ¿?                | 2 - 10               | 2 capítulos          |
| 'El Maestro'              | Natalia Kim       | 3 - 5                | 3 capítulos          |
| Don Arébalo               | Eduardo Wicutow   | 11 - 13              | 3 capítulos          |
| 'Oso'                     | Daniel De Vita    | 12 - 13              | 2 capítulos          |
| Omar                      | Javier Gómez      | 12 - 14              | 3 capítulos          |
| Roberto 'Tito'            | Adolfo Yanelli    | 14 - 21              | 8 capítulos          |
| 'Profe'                   | Rubén De la Torre | 15 - 18              | 4 capítulos          |
| Laserre (diputado)        | Edgardo Moreira   | 15 - 18              | 4 capítulos          |
| Lucas                     | David Chocarro    | 15 - 50              | 2 capítulos          |
| 'El capataz'              | Fernando Caride   | 16 - 18              | 3 capítulos          |
| María Antonieta           | Floria Bloise     | 19 - 21              | 3 capítulos          |
| Antonio Di María Esnaola  | Fausto Collado    | 31 - 34              | 4 capítulos          |
| Gómez Barrios (inspector) | Héctor Nogués     | 32 - 33              | 2 capítulos          |
| María                     | Camila Baraglio   | 34 - 38              | 5 capítulos          |
| Raúl                      | ¿?                | 36                   | 1 capítulos          |
| 'Sanguijuela'             | Marcelo Melingo   | 47 - 49              | 3 capítulos          |
| Norberto Pichone          | Sergio Bermejo    | 46 - 50              | 5 capítulos          |
| (Modelo)                  | Valeria Degenaro  | 53                   | 1 capítulo           |
| ¿?                        | Víctor Dana       | ¿? - 57              | ¿?                   |
| ¿?                        | Gabriel Galindez  | 58 - 59              | 2 capítulos          |
| ¿?                        | Ignacio De Santis | ¿? - ¿?              | ¿?                   |
| 'Carrito'                 | ¿?                | 64 - 67              | 4 capítulos          |
| Cortéz (comisario)        | Gabriel Kraisman  | 66 - 71              | 2 capítulos          |

## Elenco (etapa 2)

### Principales
| Personaje                        | Intérprete       | Período en capítulos | Cantidad de capítulos |
| -------------------------------- | ---------------- | -------------------- | --------------------- |
| Andrés De Marco                  | Nicolás Vázquez  | 81 - 138             | 58 capítulos          |
| Cruz Navarro                     | Benjamín Rojas   | 79 - 138             | 60 capítulos          |
| Ivan Ferrer                      | Fabián Mazzei    | 79 - 138             | 60 capítulos          |
| Allegra Riganti                  | Luisana Lopilato | 79 - 138             | 60 capítulos          |
| María Lidia 'Marilyn' Castellano | Elsa Pinilla     | 79 - 138             | 52 capítulos          |
| Clara Troglio                    | Isabel Macedo    | 79 - 138             | 56 capítulos          |
| Carlota 'Charly' Troglio         | Julia Calvo      | 79 - 138             | 59 capítulos          |
| Gino Riganti                     | Nacho Gadano     | 79 - 131             | 51 capítulos          |
| Francisco 'Pancho'               | Gerardo Chendo   | 79 - 138             | 58 capítulos          |

### Secundarios
| Personaje                | Intérprete       | Período en capítulos | Cantid. de capítulos |
| ------------------------ | ---------------- | -------------------- | -------------------- |
| Candelaria Pagliero      | Agustina Cordova | 79 - 138             | 56 capítulos         |
| Pablo Rique "El Maestro" | Peto Menahem     | 79 - 138             | 57 capítulos         |

### Participaciones recurrentes
| Personaje                          | Intérprete      | Período en capítulos | Cantid. de capítulos |
| ---------------------------------- | --------------- | -------------------- | -------------------- |
| (Omar José) Gerónimo               | Jorge Nolasco   | 79 - 138             | 51 capítulos         |
| José Antonio 'Pepe' Ferrer         | Oscar Núñez     | 79 - 138             | 49 capítulos         |
| María Luisa                        | Lidia Catalano  | 79 - 138             | 46 capítulos         |
| Natasha                            | María Roji      | 81 - 135             | 33 capítulos         |
| Adriano Líbero Benvenutto "Willow" | Mauro Panarisi  | 79 - 138             | 21 capítulos         |
| Alberto (mayordomo)                | Horacio Minujen | 80 - 131             | 19 capítulos         |
| René                               | Aurelio Sandano | 81 - 115             | 9 capítulos          |

### Participaciones especiales
| Personaje     | Intérprete      | Período en capítulos | Cantid. de capítulos |
| ------------- | --------------- | -------------------- | -------------------- |
| Ulises Karman | Guido D'albo    | 79 - 86              | 4 capítulos          |
| Mirian        | Kristina Lilley | 105-106              | 2 capítulos          |

### Participaciones menores
| Personaje               | Intérprete         | Período en capítulos | Cantid. de capítulos |
| ----------------------- | ------------------ | -------------------- | -------------------- |
| Del Mastro (doctor) (†) | Mariano Muso       | 79 - 81              | 3 capítulos          |
| Mario Bueno             | Mario Galvano      | 79 - 86              | 2 capítulos          |
| Verónica                | Ayelen Dotti       | 80 - 85              | 6 capítulos          |
| ¿? (cartero)            | ¿?                 | 81 - 88              | 2 capítulos          |
| Gonzalo                 | Federico Barga     | 108                  | 1 capítulo           |
| Marcelo                 | Matías Apóstolo    | 109                  | 1 capítulo           |
| Tito                    | Nicolás Torkanosky | 110                  | 1 capítulo           |
| Alex                    | José Zito          | 110                  | 1 capítulo           |
| Cruella                 | Gustavo Moro       | 131                  | 1 capítulo           |

## Reparto principal
| Actor / Actriz          | Personaje                         | Descripción |
| ----------------------- | --------------------------------- | --- |
| Benjamín Rojas          | Cruz Navarro                      | Mago y escapista. Su símbolo es la tierra. Tiene la habilidad de detener objetos, con la ayuda de esos ojazos celestes tan embrujadores, tanto para la gente pero especialmente para las mujeres. En el capítulo 100 natasha menciona que el don de cruz es:Dominar las leyes físicas. Su lema es "Nunca nada puede salir mal". Tiene una medio hermana con la cual es extremadamente celoso y sobre-protector, Candelaria. Cree en la amistad por encima de todo, no soportaría la traición de un amigo. Su enemistad con Iván es muy cómica, ya que no quiere que su hermana Candelaria tenga una relación sentimental con su amigo, y les chantajea para que no sigan adelante. Tiene predilección por las relaciones difíciles y por lo mismo sale con mujeres casadas. Al principio Marilyn sólo le parecía una más, pero después se acaba enamorando incondicionalmente de ella, y, a pesar de los problemas que tuvieron para estar juntos por culpa de Gino, consiguen estar juntos y tienen un hijo, Lorenzo. Es un maniático del orden y la limpieza. Su alias es Mijail. |
| Fabián Mazzei           | Iván Ferrer                       | Jugador compulsivo. apasionado del feng shui. Es partero y le fascina su trabajo. Su símbolo es el aire. Puede ver el aura de las personas. Al principio solo habla de su querida Laura, que lo abandonó por ser todo un jugador y un loser. Se enamora de Candelaria y tiene graves problemas con Cruz por este amor prohibido, pero cuando salva a Candelaria de morir en un barco que iba a explotar, aún arriesgando su propia vida, gana el amor familiar de Cruz. Se casan y tienen un hijo, Krishna. Su alias es aramis. |
| Luisana Lopilato        | Allegra Riganti                   | Hija única de Gino Riganti, o eso mismo cree ella y el propio Riganti. Bella experta en artes marciales y esgrima, es periodista. Su símbolo es el agua. Tiene el don de sacar la verdad a quien toque. Muy avanzada la serie se descubre que Clara es hija de Gino, por lo tanto su media-hermana. Allegra es la madre de Alma. Tiene un romance con Benicio, pero tras el asesinato de este sufre mucho, hasta que se enamora de Andrés, aunque al principio no quiera estar con él por sus sentimientos hacia Benicio. Su alias es Laika. |
| Mariano Martínez        | Benicio De Marco †                | Fue un integrante de la liga de las espadas, hijo de León de Marco, primo de Andrés. Estuvo un tiempo con Clara aunque él no la amaba. Su gran amor era Allegra, fue eso lo que le llevó a su muerte, en manos de Gino Riganti, su querido suegro. Su símbolo es el fuego. Explosivo a la hora de decir lo que piensa. Benicio es un estafador profesional y muy mentiroso. Él es apasionado, rebelde, inteligente, dueño de un humor mortal. Hábil y diestro en el manejo de su cuerpo. Temperamental, fogoso, misterioso, muy masculino. Tozudo, irresistiblemente seductor, tiene muchísimo éxito con las mujeres, pero evita todo tipo de compromiso, sale con varias no está con ninguna y escapa de todas. Si algo le parece injusto es capaz de dar la vida en su defensa. Lo cautiva mirar al mar, es su refugio y su lugar. Es soberbio, altivo, canchero y ganador. Dice no haberse enamorado nunca y se ha jurado no hacerlo porque quiere mantenerse libre. Para él el amor es sinónimo de pérdida de libertad. Su mayor ambición es encontrar al asesino de su padre y seguir siendo libre como está ahora. Es asesinado por Gino Riganti entre una lucha en espadas, arriba del techo, cuando es acuchillado y tirado al vacío. Entonces; se va al cielo, se reencuentra con su padre y se van juntos. (Capítulo 78). Su alias fue Templario |
| Nicolás Vázquez         | Andrés Eusebio De Marco           | Hijo de Fernando De Marco; hermano de León, por lo cual primo de Benicio. Es de un pueblo lejano donde trabaja como herrero y cuida de su madre y su hermana. Su símbolo es el fuego. Su don es una fuerza inhumana y su gran amor es Allegra. Es un hombre sencillo, sin dobleces, con el corazón en la mano y sin malas intenciones, lo que muchas veces le causa problemas con la gente, por esa misma sinceridad. Es el padre de Alma, junto con Allegra. Tiene grandes problemas con Lola que le miente para que se case con ella. Al final Andrés y Allegra consiguen estar juntos. Su alias es Aorta. |
| Julia Calvo             | Carlota "Charly" Troglio          | "Tía" de los chicos. Siente un dolor en el pecho cuando están en problemas y necesitan ayuda. Piensa que tiene todas las enfermedades, es hipocondríaca, el doc, Francisco le ayuda para superar que no tiene nada de eso. Sería capaz de dar su vida por los chicos, a quienes trata como si fueran sus propios hijos. |
| Elsa Pinilla            | María Lidia "Marilin" Castellano  | La prometida de Gino y amante de Cruz con el que tiene un hijo, Lorenzo. Al principio, es una mujer interesada y ambiciosa, pero, cuando se enamora de Cruz, deja ver su verdadera esencia, una mujer sufrida, abnegada y tierna.Por su adulterio, Gino estuvo a punto de matarla, pero al quedar embarazada y pensar que el hijo es suyo, le perdona la vida. Estuvo encerrada en la casa de Gino al no poder dejar a su hijo sólo con él y tuvo que mentirle a Cruz para que no corriera peligro. Al final consigue que Lorenzo escape y que Gino la de por muerta en una pelea que tuvo con él, gracias a Natasha. Finalmente, y contra todo pronóstico, ella y Allegra se convierten en grandes amigas, y Marylin la ayudará en todo lo que esté en su mano. |
| Isabel Macedo           | Clara Troglio / Riganti           | Hija de Charly y de padre desconocido(Gino Riganti). Mejor amiga de Allegra desde la infancia. Al principio de la trama está enamorada de Benicio, lo que hará que los chicos no puedan vivir su amor libremente, y cuando lo vivan ella se aleje un poco, y sea tarde para que ellos disfruten su amor. Es seducida y engañada cruelmente por parte de Pablo, quien le oculta su verdadera identidad como maestro del Curato de la Cruz, la anti liga. Es una mujer que sufre intensamente en los temas sentimentales. Tiene un hijo con él, Félix, el cual parece ser que tiene poderes malignos heredados del padre. |
| Nacho Gadano            | Gino Riganti †                    | Villano; Padre de Allegra. Traicionó a los padres de los chicos y los mató, al igual que a su propia esposa (Ana), la madre de Allegra. Es asesinado por Pablo muy al final de la trama; es capaz de matar a su propia hija para conseguir a Alma. Luego se convierte en el intendente; es un integrante del Curato de la Cruz. Es el asesino de Benicio e intenta convencer a la gente de que él no ha sido. Más adelante; descubre que Clara es su hija. Al principio cree que es el padre del hijo de Marilyn, pero ella le confiesa que es Cruz. Fallece sin saber que Alma es su nieta y sin conseguirla. (Capítulo 128). |
| Gerardo Chendo          | Francisco "Pancho"                | Es médico y amigo de los chicos. Al principio de la serie está enamorado de Iván aunque luego acepta que es un amor imposible y al final adopta a una niña, la cual le cuesta mucho trabajo conseguir (Camila). |
| Oscar Núñez             | José Ferrer / Don Pepe            | Es el abuelo de Iván. Todos creen que está mal de la cabeza, incluso cuando tiene la razón. Es el primero en advertir la verdadera identidad de Pablo como maestro del Curato de la Cruz, aunque nadie le haga caso y no le crean. Se casa con María Luisa, la abuela de Benicio y Andrés. |
| Lidia Catalano          | María Luisa                       | Abuela de Benicio y Andrés. Ella está muy enferma, y al principio no quiere confesarlo a la gente. Se casa con Don Pepe. |
| Agustina Córdova        | Candelaria Pagliero               | Es la hermana de Cruz. Al principio, se encapricha de Iván y lo considera como un mero pasatiempo, pero luego se va enamorando intensamente de él, y por este amor es capaz de enfrentarse a Cruz, a su madre y a quien haga falta. Se casa con Iván y tienen un hijo. |
| Peto Menahem            | Pablo Rique †                     | Villano principal; Ayudante de Gino Riganti, le gusta Clara y hará lo que sea por estar con ella. Es echado por su jefe y se une a los chicos; pero en realidad es todo una farsa del mismo para saber los secretos de la liga. Luego se descubre que es el maestro(Capítulo 116) y jefe del "Curato de la Cruz" (la anti-liga). Asesina a Gino y más adelante, a Natasha. Al final, y contra todo pronóstico, muere cuando intenta convertir a Alma al mal, y ésta, siendo un bebé, le devuelve todo su poder diabólico, provocando su desintegración. (Capítulo 138). |
| Mauro Panarisi          | Adriano Líbero Benvenuto / Willow | Es Enano; amigo de Benicio y en general de la liga. Está locamente enamorado de Charly. Los ayuda en todo lo que puede. Al final, comprende que su amor por Charly es imposible y quedan como muy buenos amigos. |
| María Rojí              | Natasha †                         | Es la mentora y guiadora espiritual de los chicos en su búsqueda de Alma. Charly la envidia un poco, ya que se mantiene eternamente joven y con un buen físico, pero ambas se complementan perfectamente en su protección de los chicos, pero cada una en su campo. Descubre a Pablo, ambos combaten con la espada, y Pablo asesina a Natasha, cosa que posteriormente se descubre (Capítulo 132). |
| Jorge Nolasco           | Omar José / Gerónimo †            | Villano; Integrante del Curato de la Cruz. Empieza una relación con Charly pero esta descubre finalmente que es secuaz de Gino y que la conquistó para acercarse a los chicos y obtener información de la liga, aunque en el fondo se enamora de ella. Se suicida al final de la historia. (Capítulo 138). |
| Aurelio Sandano         | René †                            | Villano; Integrante del Curato de la Cruz, cómplice de Gino y Gerónimo. Es asesinado por Gino, pero antes de morir, quema el libro que necesitan para activar la máquina. (Capítulo 115). |
| Gimena Accardi          | Bernarda De Marco                 | Es la hermana menor de Andrés, ella se quedó viviendo un tiempo más en el campo con su madre, pero después decide irse a Buenos Aires para vivir con su hermano y allí se encuentra con Cruz de quien se enamora, provocando que Andrés y Marilyn se pongan celosos. Al final de la trama se queda viviendo en Italia (a donde fue con los demás por seguridad) y allí conoce a su verdadero amor, Juan Cruz. |
| Eugenia Lencinas        | Lola                              | Está locamente enamorada de Andrés y le tiene mucha envidia a Allegra porque ella consigue enamorar a Andrés y ella no consigue estar con él. Se hace pasar por ciega para casarse con Andrés y luego por embarazada. Siempre es descubierta por Allegra, dada su enorme torpeza en estos temas. |
| Germán Barceló          | Federico Amuchastegui †           | Villano; Esbirro de Gino; se interpone entre Allegra y Benicio por orden de su jefe, pero Gino lo mata para echarle la culpa al pobre Benicio y separarlo de su hija, cosa que al final no lo consigue. Para demostrar la inocencia de Benicio, Marylin ayuda a Allegra a conseguir un vídeo de una cámara de seguridad. (Capítulo 65). |
| -                       | Alma demarco                      | Hija de Andrés y Allegra, al principio todos creen que es una simple esmeralda. Pero luego descubren que es una salvadora con poderes sobrenaturales. Deben impedir que caiga en manos del curato. Al final; cuando Pablo (el maestro) la toca, ella le devuelve todo su poder maligno y este muere. Entonces; todos viven felices. |
| Carlos Rodríguez Mendéz | Lorenzo Navarro                   | Hijo de Cruz y Marilyn tiene los mismos poderes que Cruz. Pertenece a la generación Alma. |
| -                       | Krishna Ferrer                    | Hijo de Iván y Candelaria, puede ver el aura de las personas al igual que su padre. |

## Desarrollo
La ficción comenzó el lunes 20 de marzo de 2006 muy bien con 23.8 de índice de audiencia, pero con el correr de las semanas la audiencia fue bajando. Por esta razón, las autoridades del canal tomaron la decisión de cambiarla de horario. Empezó a las 21, luego pasó a las 21.30, más tarde a las 20.30 y finalmente a las 20. A pesar de estos cambios, el índice de audiencia de la telenovela seguía sin superar a la competencia. Lejos de finalizarla, las autoridades del canal junto a la productora acordaron emitirla a las 19. Con esta decisión, se produjo una estrategia en la trama entre los capítulos 42 y 43.
El capítulo 42 se emitió el jueves 1 de junio de 2006 a las 20. Con una vuelta de tuerca en el guion, los enemigos mandaron a asesinar a los tres chicos principales de la historia. Así es como ese episodio terminó en que los protagonistas eran acribillados a balazos, dejando toda la tensión para que el lunes 5 de junio, a partir de las 19 hs. en su nuevo horario, se viera el capítulo 43. De esta manera, lograron asentarse con muy buen índice de audiencia.
El cambio de horario, molestó al actor Mariano Martínez que recriminó a la producción por incumplimiento de contrato ya que él había acordado que la ficción estaría en el prime time. Al no tener respuestas satisfactorias, el actor decidió abandonar la novela. Con esta nueva imposición, la producción debía desarrollar el final del personaje de la historia.
En el capítulo 78 que se emitió el jueves 3 de agosto de 2006, con un giro argumental perfecto de los guionistas, la trama sufrió un quiebre. El personaje de Mariano Martínez (Benicio De Marco), deja la historia. Los autores y productores marcaron ese capítulo como el final de la primera etapa. Tras la ida de uno de los protagonistas, los productores convocaron a Nicolás Vázquez.
De esta manera, el capítulo 79 se emitió el lunes 7 de agosto de 2006 comenzando la segunda etapa, ya que presentó un relanzamiento en la historia cuatro meses después e introduciendo a Andrés De Marco (Nicolás Vázquez) en la trama. El capítulo final se emitió el jueves 16 de noviembre de 2006, que marcó 21.7 de índice de audiencia.

## Banda sonora
12. ||«I Am Lost» || Benjamín Rojas || Cris Morena
"Ficha Técnica"
Cris Morena
Producción, Arreglos, Guitarras, Dirección Musical: Marcelo "Polaco" Wengrovski (Excepto "Toda Una Vida Esperándote" y "No Digas Nada Más")
```
Sebastián Fucci
```

Coros: Willie Lorenzo y Florencia Ciarlo
Dirección Vocal: Willie Lorenzo
Bajo: Gustavo Luciani (En: "Así Sin Ti", "Silencio", "Tu Cariño Y El Mío", "Este Contigo, Este No Estás" y "Un Ángel Va")
```
Leo Fucci 
(En: "Así Sin Ti", "Este Contigo, Este No Estás" y "Silencio")
```

```
Diego Ortells 
(En "Hey Soledad")
```

```
Pablo Mosteirin 
(En "I Need Your Love")
```

```
Federico "Tío" Ariztegui
```

Ingeniero De Mezcla: Sebastián Perkal
Grabado Y Mezclado En: Estudios Mistyc Mile
"Toda Una Vida Esperándote"
Producción: Airbag
Coordinación: Tole López Naguil
Ingeniero De Grabación: Vasco Hegoburu
Asistente De Grabación: Pablo di Peco
Grabado En: Estudio El Pie en julio del 2006
"No Digas Nada Más"
Producción General: Lourdes
Coordinación: Adrián J. Cano
Músicos: Santiago Vignoli (Batería) - Hernán Ripio (Bajo y Programación) - Pablo González "Nylon" (Guitarras) - Adriana Cano (Eléctrica)
Voces: Lourdes
Ingeniero De Grabación Y Mezcla: Ricky Sáenz Paz
Diseño Gráfico: Miguel Ángel Pérez Alfaro y Luciano Fernández
Fotografía: Adrián Díaz (Tapa E Interior) y Gastón Savioli (Interior)
Todos Los Temas Editados Por: Mardi Gras Pub. ADM. Por EMI Music Pub.
12. ||«I Am Lost» || Benjamín Rojas || Cris Morena
"Ficha Técnica"
Cris Morena
Producción, Arreglos, Guitarras, Dirección Musical: Marcelo "Polaco" Wengrovski (Excepto "Toda Una Vida Esperándote" y "No Digas Nada Más")
```
Sebastián Fucci
```

Coros: Willie Lorenzo y Florencia Ciarlo
Dirección Vocal: Willie Lorenzo
Bajo: Gustavo Luciani (En: "Así Sin Ti", "Silencio", "Tu Cariño Y El Mío", "Este Contigo, Este No Estás" y "Un Ángel Va")
```
Leo Fucci 
(En: "Así Sin Ti", "Este Contigo, Este No Estás" y "Silencio")
```

```
Diego Ortells 
(En "Hey Soledad")
```

```
Pablo Mosteirin 
(En "I Need Your Love")
```

```
Federico "Tío" Ariztegui
```

Ingeniero De Mezcla: Sebastián Perkal
Grabado Y Mezclado En: Estudios Mistyc Mile
"Toda Una Vida Esperándote"
Producción: Airbag
Coordinación: Tole López Naguil
Ingeniero De Grabación: Vasco Hegoburu
Asistente De Grabación: Pablo di Peco
Grabado En: Estudio El Pie en julio del 2006
"No Digas Nada Más"
Producción General: Lourdes
Coordinación: Adrián J. Cano
Músicos: Santiago Vignoli (Batería) - Hernán Ripio (Bajo y Programación) - Pablo González "Nylon" (Guitarras) - Adriana Cano (Eléctrica)
Voces: Lourdes
Ingeniero De Grabación Y Mezcla: Ricky Sáenz Paz
Diseño Gráfico: Miguel Ángel Pérez Alfaro y Luciano Fernández
Fotografía: Adrián Díaz (Tapa E Interior) y Gastón Savioli (Interior)
Todos Los Temas Editados Por: Mardi Gras Pub. ADM. Por EMI Music Pub.
12. ||«I Am Lost» || Benjamín Rojas || Cris Morena
"Ficha Técnica"
Cris Morena
Producción, Arreglos, Guitarras, Dirección Musical: Marcelo "Polaco" Wengrovski (Excepto "Toda Una Vida Esperándote" y "No Digas Nada Más")
```
Sebastián Fucci
```

Coros: Willie Lorenzo y Florencia Ciarlo
Dirección Vocal: Willie Lorenzo
Bajo: Gustavo Luciani (En: "Así Sin Ti", "Silencio", "Tu Cariño Y El Mío", "Este Contigo, Este No Estás" y "Un Ángel Va")
```
Leo Fucci 
(En: "Así Sin Ti", "Este Contigo, Este No Estás" y "Silencio")
```

```
Diego Ortells 
(En "Hey Soledad")
```

```
Pablo Mosteirin 
(En "I Need Your Love")
```

```
Federico "Tío" Ariztegui
```

Ingeniero De Mezcla: Sebastián Perkal
Grabado Y Mezclado En: Estudios Mistyc Mile
"Toda Una Vida Esperándote"
Producción: Airbag
Coordinación: Tole López Naguil
Ingeniero De Grabación: Vasco Hegoburu
Asistente De Grabación: Pablo di Peco
Grabado En: Estudio El Pie en julio del 2006
"No Digas Nada Más"
Producción General: Lourdes
Coordinación: Adrián J. Cano
Músicos: Santiago Vignoli (Batería) - Hernán Ripio (Bajo y Programación) - Pablo González "Nylon" (Guitarras) - Adriana Cano (Eléctrica)
Voces: Lourdes
Ingeniero De Grabación Y Mezcla: Ricky Sáenz Paz
Diseño Gráfico: Miguel Ángel Pérez Alfaro y Luciano Fernández
Fotografía: Adrián Díaz (Tapa E Interior) y Gastón Savioli (Interior)
Todos Los Temas Editados Por: Mardi Gras Pub. ADM. Por EMI Music Pub.
12. ||«I Am Lost» || Benjamín Rojas || Cris Morena
"Ficha Técnica"
Cris Morena
Producción, Arreglos, Guitarras, Dirección Musical: Marcelo "Polaco" Wengrovski (Excepto "Toda Una Vida Esperándote" y "No Digas Nada Más")
```
Sebastián Fucci
```

Coros: Willie Lorenzo y Florencia Ciarlo
Dirección Vocal: Willie Lorenzo
Bajo: Gustavo Luciani (En: "Así Sin Ti", "Silencio", "Tu Cariño Y El Mío", "Este Contigo, Este No Estás" y "Un Ángel Va")
```
Leo Fucci 
(En: "Así Sin Ti", "Este Contigo, Este No Estás" y "Silencio")
```

```
Diego Ortells 
(En "Hey Soledad")
```

```
Pablo Mosteirin 
(En "I Need Your Love")
```

```
Federico "Tío" Ariztegui
```

Ingeniero De Mezcla: Sebastián Perkal
Grabado Y Mezclado En: Estudios Mistyc Mile
"Toda Una Vida Esperándote"
Producción: Airbag
Coordinación: Tole López Naguil
Ingeniero De Grabación: Vasco Hegoburu
Asistente De Grabación: Pablo di Peco
Grabado En: Estudio El Pie en julio del 2006
"No Digas Nada Más"
Producción General: Lourdes
Coordinación: Adrián J. Cano
Músicos: Santiago Vignoli (Batería) - Hernán Ripio (Bajo y Programación) - Pablo González "Nylon" (Guitarras) - Adriana Cano (Eléctrica)
Voces: Lourdes
Ingeniero De Grabación Y Mezcla: Ricky Sáenz Paz
Diseño Gráfico: Miguel Ángel Pérez Alfaro y Luciano Fernández
Fotografía: Adrián Díaz (Tapa E Interior) y Gastón Savioli (Interior)
Todos Los Temas Editados Por: Mardi Gras Pub. ADM. Por EMI Music Pub.
12. ||«I Am Lost» || Benjamín Rojas || Cris Morena
"Ficha Técnica"
Cris Morena
Producción, Arreglos, Guitarras, Dirección Musical: Marcelo "Polaco" Wengrovski (Excepto "Toda Una Vida Esperándote" y "No Digas Nada Más")
```
Sebastián Fucci
```

Coros: Willie Lorenzo y Florencia Ciarlo
Dirección Vocal: Willie Lorenzo
Bajo: Gustavo Luciani (En: "Así Sin Ti", "Silencio", "Tu Cariño Y El Mío", "Este Contigo, Este No Estás" y "Un Ángel Va")
```
Leo Fucci 
(En: "Así Sin Ti", "Este Contigo, Este No Estás" y "Silencio")
```

```
Diego Ortells 
(En "Hey Soledad")
```

```
Pablo Mosteirin 
(En "I Need Your Love")
```

```
Federico "Tío" Ariztegui
```

Ingeniero De Mezcla: Sebastián Perkal
Grabado Y Mezclado En: Estudios Mistyc Mile
"Toda Una Vida Esperándote"
Producción: Airbag
Coordinación: Tole López Naguil
Ingeniero De Grabación: Vasco Hegoburu
Asistente De Grabación: Pablo di Peco
Grabado En: Estudio El Pie en julio del 2006
"No Digas Nada Más"
Producción General: Lourdes
Coordinación: Adrián J. Cano
Músicos: Santiago Vignoli (Batería) - Hernán Ripio (Bajo y Programación) - Pablo González "Nylon" (Guitarras) - Adriana Cano (Eléctrica)
Voces: Lourdes
Ingeniero De Grabación Y Mezcla: Ricky Sáenz Paz
Diseño Gráfico: Miguel Ángel Pérez Alfaro y Luciano Fernández
Fotografía: Adrián Díaz (Tapa E Interior) y Gastón Savioli (Interior)
Todos Los Temas Editados Por: Mardi Gras Pub. ADM. Por EMI Music Pub.
12. ||«I Am Lost» || Benjamín Rojas || Cris Morena
"Ficha Técnica"
Cris Morena
Producción, Arreglos, Guitarras, Dirección Musical: Marcelo "Polaco" Wengrovski (Excepto "Toda Una Vida Esperándote" y "No Digas Nada Más")
```
Sebastián Fucci
```

Coros: Willie Lorenzo y Florencia Ciarlo
Dirección Vocal: Willie Lorenzo
Bajo: Gustavo Luciani (En: "Así Sin Ti", "Silencio", "Tu Cariño Y El Mío", "Este Contigo, Este No Estás" y "Un Ángel Va")
```
Leo Fucci 
(En: "Así Sin Ti", "Este Contigo, Este No Estás" y "Silencio")
```

```
Diego Ortells 
(En "Hey Soledad")
```

```
Pablo Mosteirin 
(En "I Need Your Love")
```

```
Federico "Tío" Ariztegui
```

Ingeniero De Mezcla: Sebastián Perkal
Grabado Y Mezclado En: Estudios Mistyc Mile
"Toda Una Vida Esperándote"
Producción: Airbag
Coordinación: Tole López Naguil
Ingeniero De Grabación: Vasco Hegoburu
Asistente De Grabación: Pablo di Peco
Grabado En: Estudio El Pie en julio del 2006
"No Digas Nada Más"
Producción General: Lourdes
Coordinación: Adrián J. Cano
Músicos: Santiago Vignoli (Batería) - Hernán Ripio (Bajo y Programación) - Pablo González "Nylon" (Guitarras) - Adriana Cano (Eléctrica)
Voces: Lourdes
Ingeniero De Grabación Y Mezcla: Ricky Sáenz Paz
Diseño Gráfico: Miguel Ángel Pérez Alfaro y Luciano Fernández
Fotografía: Adrián Díaz (Tapa E Interior) y Gastón Savioli (Interior)
Todos Los Temas Editados Por: Mardi Gras Pub. ADM. Por EMI Music Pub.
12. ||«I Am Lost» || Benjamín Rojas || Cris Morena
"Ficha Técnica"
Cris Morena
Producción, Arreglos, Guitarras, Dirección Musical: Marcelo "Polaco" Wengrovski (Excepto "Toda Una Vida Esperándote" y "No Digas Nada Más")
```
Sebastián Fucci
```

Coros: Willie Lorenzo y Florencia Ciarlo
Dirección Vocal: Willie Lorenzo
Bajo: Gustavo Luciani (En: "Así Sin Ti", "Silencio", "Tu Cariño Y El Mío", "Este Contigo, Este No Estás" y "Un Ángel Va")
```
Leo Fucci 
(En: "Así Sin Ti", "Este Contigo, Este No Estás" y "Silencio")
```

```
Diego Ortells 
(En "Hey Soledad")
```

```
Pablo Mosteirin 
(En "I Need Your Love")
```

```
Federico "Tío" Ariztegui
```

Ingeniero De Mezcla: Sebastián Perkal
Grabado Y Mezclado En: Estudios Mistyc Mile
"Toda Una Vida Esperándote"
Producción: Airbag
Coordinación: Tole López Naguil
Ingeniero De Grabación: Vasco Hegoburu
Asistente De Grabación: Pablo di Peco
Grabado En: Estudio El Pie en julio del 2006
"No Digas Nada Más"
Producción General: Lourdes
Coordinación: Adrián J. Cano
Músicos: Santiago Vignoli (Batería) - Hernán Ripio (Bajo y Programación) - Pablo González "Nylon" (Guitarras) - Adriana Cano (Eléctrica)
Voces: Lourdes
Ingeniero De Grabación Y Mezcla: Ricky Sáenz Paz
Diseño Gráfico: Miguel Ángel Pérez Alfaro y Luciano Fernández
Fotografía: Adrián Díaz (Tapa E Interior) y Gastón Savioli (Interior)
Todos Los Temas Editados Por: Mardi Gras Pub. ADM. Por EMI Music Pub.
12. ||«I Am Lost» || Benjamín Rojas || Cris Morena
"Ficha Técnica"
Cris Morena
Producción, Arreglos, Guitarras, Dirección Musical: Marcelo "Polaco" Wengrovski (Excepto "Toda Una Vida Esperándote" y "No Digas Nada Más")
```
Sebastián Fucci
```

Coros: Willie Lorenzo y Florencia Ciarlo
Dirección Vocal: Willie Lorenzo
Bajo: Gustavo Luciani (En: "Así Sin Ti", "Silencio", "Tu Cariño Y El Mío", "Este Contigo, Este No Estás" y "Un Ángel Va")
```
Leo Fucci 
(En: "Así Sin Ti", "Este Contigo, Este No Estás" y "Silencio")
```

```
Diego Ortells 
(En "Hey Soledad")
```

```
Pablo Mosteirin 
(En "I Need Your Love")
```

```
Federico "Tío" Ariztegui
```

Ingeniero De Mezcla: Sebastián Perkal
Grabado Y Mezclado En: Estudios Mistyc Mile
"Toda Una Vida Esperándote"
Producción: Airbag
Coordinación: Tole López Naguil
Ingeniero De Grabación: Vasco Hegoburu
Asistente De Grabación: Pablo di Peco
Grabado En: Estudio El Pie en julio del 2006
"No Digas Nada Más"
Producción General: Lourdes
Coordinación: Adrián J. Cano
Músicos: Santiago Vignoli (Batería) - Hernán Ripio (Bajo y Programación) - Pablo González "Nylon" (Guitarras) - Adriana Cano (Eléctrica)
Voces: Lourdes
Ingeniero De Grabación Y Mezcla: Ricky Sáenz Paz
Diseño Gráfico: Miguel Ángel Pérez Alfaro y Luciano Fernández
Fotografía: Adrián Díaz (Tapa E Interior) y Gastón Savioli (Interior)
Todos Los Temas Editados Por: Mardi Gras Pub. ADM. Por EMI Music Pub.
12. ||«I Am Lost» || Benjamín Rojas || Cris Morena
"Ficha Técnica"
Cris Morena
Producción, Arreglos, Guitarras, Dirección Musical: Marcelo "Polaco" Wengrovski (Excepto "Toda Una Vida Esperándote" y "No Digas Nada Más")
```
Sebastián Fucci
```

Coros: Willie Lorenzo y Florencia Ciarlo
Dirección Vocal: Willie Lorenzo
Bajo: Gustavo Luciani (En: "Así Sin Ti", "Silencio", "Tu Cariño Y El Mío", "Este Contigo, Este No Estás" y "Un Ángel Va")
```
Leo Fucci 
(En: "Así Sin Ti", "Este Contigo, Este No Estás" y "Silencio")
```

```
Diego Ortells 
(En "Hey Soledad")
```

```
Pablo Mosteirin 
(En "I Need Your Love")
```

```
Federico "Tío" Ariztegui
```

Ingeniero De Mezcla: Sebastián Perkal
Grabado Y Mezclado En: Estudios Mistyc Mile
"Toda Una Vida Esperándote"
Producción: Airbag
Coordinación: Tole López Naguil
Ingeniero De Grabación: Vasco Hegoburu
Asistente De Grabación: Pablo di Peco
Grabado En: Estudio El Pie en julio del 2006

## Discografía
| #   | Título                        | Intérprete(s)                     | Letra                     | Música             | Duración |
| --- | ----------------------------- | --------------------------------- | ------------------------- | ------------------ | -------- |
| 1.  | «I Need Your Love»            | Willie Lorenzo y Florencia Ciarlo | María Cristina De Giácomi | Marcelo Wengrovski | 2:09     |
| 2.  | «Así sin ti»                  | Benjamín Rojas                    | María Cristina De Giácomi | Marcelo Wengrovski | 3:29     |
| 3.  | «Tu cariño y el mío»          | Elsa Pinilla                      | María Cristina De Giácomi | Carlos Nilson      | 2:29     |
| 4.  | «Silencio»                    | Willie Lorenzo                    | María Cristina De Giácomi | Carlos Nilson      | 3:33     |
| 5.  | «Alma pirata»                 | Benjamín Rojas                    | María Cristina De Giácomi | Iván Nilson        | 2:51     |
| 6.  | «Toda una vida esperándote»   | Airbag                            | María Cristina De Giácomi | Marcelo Wengrovski | 4:21     |
| 7.  | «Este contigo, este no estás» | Elsa Pinilla                      | María Cristina De Giácomi | Carlos Nilson      | 4:09     |
| 8.  | «Hey soledad»                 | Benjamín Rojas                    | María Cristina De Giácomi | Marcelo Wengrovski | 3:49     |
| 9.  | «No digas nada más»           | Lourdes                           | María Cristina De Giácomi | Marcelo Wengrovski | 4:09     |
| 10. | «Un ángel va»                 | Willie Lorenzo                    | María Cristina De Giácomi | Marcelo Wengrovski | 4:39     |
| 11. | «I Need Your Love (Balada)»   | Benjamín Rojas y Florencia Ciarlo | María Cristina De Giácomi | Marcelo Wengrovski | 4:43     |
| 12. | «I Am Lost»                   | Benjamín Rojas                    | Cris Morena               |                    |          |

Ficha técnica
Dirección general: Cris Morena
Producción, arreglos, guitarras y dirección musical: Marcelo "Polaco" Wengrovski (Excepto "Toda una vida esperándote" y "No digas nada más")
Arreglos, teclados y programación: Sebastián Fucci
Coros: Willie Lorenzo y Florencia Ciarlo
Dirección vocal: Willie Lorenzo
Bajo: Gustavo Luciani (En: "Así sin ti", "Silencio", "Tu cariño y el mío", "Este contigo, este no estás" y "Un ángel va")
Batería: Leo Fucci (En: "Así sin ti", "Este contigo, Este no estás" y "Silencio")
Teclados adicionales: Diego Ortells (En "Hey soledad")
Flauta: Pablo Mosteirin (En "I Need Your Love")
Ingeniero de grabación: Federico "Tío" Ariztegui
Ingeniero de mezcla: Sebastián Perkal
Grabado y mezclado en: Estudios Mistyc Mile
"Toda una vida esperándote"
Producción: Airbag
Coordinación: Tole López Naguil
Ingeniero de grabación: Vasco Hegoburu
Asistente de gabación: Pablo di Peco
Grabado en: Estudio El Pie en julio del 2006
"No digas nada más"
Producción General: Lourdes
Coordinación: Adrián J. Cano
Músicos: Santiago Vignoli (Batería) - Hernán Ripio (Bajo y Programación) - Pablo González "Nylon" (Guitarras) - Adriana Cano (Eléctrica)
Voces: Lourdes
Ingeniero de grabación y mezcla: Ricky Sáenz Paz
Diseño gráfico: Miguel Ángel Pérez Alfaro y Luciano Fernández
Fotografía: Adrián Díaz (Tapa E Interior) y Gastón Savioli (Interior)
Todos los temas editados por: Mardi Gras Pub. ADM. Por EMI Music Pub.

## Muertes
| Personaje                | Intérprete          | Autor                    | Causa/Método de Muerte | Capítulo            |
| ------------------------ | ------------------- | ------------------------ | --- | ------------------- |
| León De Marco            | Daniel Campomenosi  | Gino Riganti             | Gino puso una bomba en el barco en el que este viajaba y explotó                                                                              | 1 (Flashback) / 132 |
| Adolfo Navarro           | Alejandro Gancé     | Gino Riganti             | Gino puso una bomba en el barco en el que este viajaba y explotó                                                                              | 1 (Flashback) / 132 |
| Alejandro Ferrer         | Marcelo Canan       | Gino Riganti             | Gino puso una bomba en el barco en el que este viajaba y explotó                                                                              | 1 (Flashback) / 132 |
| Ana                      | Daniela Viaggiamari | Gino Riganti             | Gino puso una bomba en el barco en el que esta viajaba y explotó                                                                              | 1 (Flashback) / 132 |
| Peralta                  | Hernán Giménez      | Infarto                  | Muere de un infarto a causa de las presiones de los chicos cuando este estaba a punto de matarlos                                             | 3                   |
| Reno                     | Gabo Correa         | Federico Amuchastegui    | Le dispara desde las sombras cuando estaba a punto de asesinar a Allegra                                                                      | 53                  |
| Federico Amuchastegui    | Germán Barceló      | Gino Riganti             | Le enterró una espada en el pecho y muere desangrado. Lo asesina para echarle la culpa a Benicio                                              | 65                  |
| Benicio De Marco         | Mariano Martínez    | Gino Riganti             | Tras un fuerte duelo de espadas Benicio le perdona la vida pero en una distracción Gino lo apuñala por la espalda y lo tira desde una terraza | 78                  |
| Osvaldo "Mono" Peñaloza  | Jorge Lorenzo       | Accidente                | Choca contra un poste de luz en medio de un forcejeo con Cruz                                                                                 | 114                 |
| René                     | Aurelio Sandano     | Gino Riganti             | Le dispara múltiples veces hasta matarlo | 115                 |
| Alberto                  | Horacio Minujen     | Gino Riganti             | Sin especificar | 118                 |
| Gino Riganti             | Nacho Gadano        | Pablo Rique ‘El maestro’ | Le genera hemorragias internas y muere desangrado. Lo asesina porque ya no le sirve más                                                       | 128                 |
| Natasha                  | María Roji          | Pablo Rique ‘El maestro’ | Le golpea la cabeza contra una mesa. Después de que esta le ayudara a rearmar la máquina                                                      | 132                 |
| Gerónimo                 | Jorge Nolasco       | Gerónimo                 | Se dispara en el estómago | 138                 |
| Pablo Rique ‘El maestro’ | Peto Menahem        | Alma                     | Al tocar a Alma todo su poder maligno le rebota y eso genera su desintegración                                                                | 138                 |

## Premios
- Mejor telecomedia juvenil
- Martin Fierro 2007